# Letizia Russo
Letizia Russo (Roma, 1980) è una drammaturga italiana che nel 2001 ha vinto del  2º Premio Riccione "Pier Vittorio Tondelli" con Tomba di cani.

## Biografia
Letizia Russo è nata a Roma nel 1980. Inizia a scrivere per il teatro a diciotto anni conseguendo il premio Grinzane-Cavour con Dialogo tra Pulcinella e Cristo. Il suo primo testo regolare, Niente e Nessuno, viene messo in scena nel 2000 al festival Per Antiche Vie diretto da Mario Martone, con la regia di Marcello Cotugno, con Ciro Damiani, Giancarlo Ratti e Alessia Giuliani.
A ventun anni riceve il  2º Premio Riccione "Pier Vittorio Tondelli" per il suo secondo testo, Tomba di cani. Il testo viene messo in scena nel 2002 dall’ATP di Pistoia, per la regia di Cristina Pezzoli, con Isa Danieli, Peppino Mazzotta, Sara Bertelà, Federico Pacifici, Giuliano Amatucci, Aram Kian, Enrico Casagrande. Lo stesso testo riceve nel 2003 il Premio Ubu come nuovo testo italiano ex aequo con Carnezzeria di Emma Dante. 
Nel 2002 frequenta la Summer School del Royal Court Theatre di Londra. L'anno seguente, su commissione del National Theatre di Londra, scrive Binario Morto – Dead End, per il Festival Shell Connections, che viene rappresentato, nella traduzione di Luca Scarlini e Aleks Sierz, da trentadue compagnie giovanili in tutto il Regno Unito e rappresentato al National Theatre di Londra nel 2004.
Tra il 2003 e il 2007 scrive, su commissione della Rai, una serie di radiodrammi, partecipando alla trasmissione Teatrogiornale, di Rai Radio 3, con cinque puntate, e scrivendo lo sceneggiato radiofonico surreale L’educazione delle Canaglie, diretto in radio da Gabriele Vacis. 
L'anno seguente scrive Babele, messo in scena al festival Petrolio, per la regia di Paolo Zuccari, con Paolo Zuccari e Roberta Rovelli. Il testo è tradotto e rappresentato in Francia, Germania, Brasile, Portogallo. 
Sempre per la regia e interpretazione di Paolo Zuccari, scrive nel 2005 Primo Amore. La messa in scena in Brasile, diretta da Alvise Camozzi, con la traduzione di Rachel Brumana, vale a João Miguel il premio Shell come migliore interpretazione. Nel 2015 il testo viene prodotto dal Theatre Ouvert di Parigi, con Mathieu Mantainer, per la regia di Isabelle Mouchard.
Per Fausto Russo Alesi, che ne cura la regia e interpreta il ruolo principale, scrive Edeyen, che debutta al festival di Taormina nel 2005, con Pia Lanciotti, Debora Zuin, Sergio Leone, Maria Pilar Perez Aspa.
Nello stesso anno è autrice in residenza per un anno presso la compagnia Artistas Unidos di Lisbona, per la quale scrive Os Animais Domésticos, regia di Jorge Silva Melo, con José Airosa, Gonçalo Waddington.
Per il Teatro i di Milano scrive, nel 2007, Dare al buio, con Federica Fracassi e Gabriele Benedetti.
Nel 2008 cura l’adattamento della Trilogia della villeggiatura, di Carlo Goldoni, prodotto dalla Schauspielhaus di Colonia, per la regia di Antonio Latella e una compagnia mista italo-tedesca.
L'anno seguente, insieme a Cristina Pezzoli e un vasto gruppo artistico proveniente da tutta Italia, è cofondatrice del Compost, con sede a Prato, spazio di formazione, ricerca e produzione teatrale indipendente.
Nel 2010 scrive Blitz, ricognizione sugli anni di Tangentopoli e Mani Pulite, andato in scena all'ATIR Teatro Ringhiera di Milano, con la regia di Cristina Pezzoli.
In seguito cura il canovaccio di Scuolasbroc, esperimento di improvvisazione teatrale, realizzato insieme a Cristina Pezzoli e una compagnia di undici attori: il progetto, studiato per essere non solo uno spettacolo ma anche uno strumento educativo, tocca i temi dei conflitti tra adolescenti e adulti all’interno del sistema scolastico italiano. Andato in scena al teatro Menotti di Milano, è stato poi ospite del Campus di Montecatini, manifestazione che riunisce scuole da tutta Italia, ed è stato visto da 2500 tra ragazzi e educatori.
Nel 2013 scrive, per un gruppo multietnico di attori tra i tredici e i venti anni, lo spettacolo Cooking, diretto da Cristina Pezzoli nello spazio Officine Giovani di Prato. Per la compagnia Viartisti di Torino, invece, scrive Gilgamesh, che debutta nel maggio 2014, con Massimo Verdastro.
L'anno successivo lavora ai nuovi testi Se ci sei batti un colpo, con Fabio Mascagni, diretto da Laura Curino, e Per una donna, regia di Manuel Renga, con Sandra Zoccolan.
Nel 2015 viene selezionata dall’istituto Ibsen International di Oslo per partecipare al progetto New Text, New Stage II, che ha avuto una prima restituzione pubblica nel gennaio 2017 con Apene I Himalaya, andato in scena al Hålogaland Teater di Tromsø, Norvegia, per la regia di Jon Tombre.
Nel 2017 scrive Filottete, con Paolo Musio nel ruolo del protagonista e, nel corso dell'anno seguente, cura la traduzione di Macbeth, regia di Serena Sinigaglia, con Fausto Russo Alesi e Arianna Scommegna, produzione del Teatro Stabile di Bolzano. Debutta nello stesso anno la sua riscrittura de Il maestro e Margherita, per la regia di Andrea Baracco, con Michele Riondino, Federica Rosellini, Francesco Bonomo.
Nel biennio 2018/2019 coordina insieme a Linda Dalisi il bando Autori under 40 alla Biennale di Venezia diretta da Antonio Latella.
I suoi testi sono tradotti e rappresentati in vari paesi europei e extraeuropei, come Francia, Germania, Repubblica Ceca, Portogallo, Slovacchia, Brasile, Cile. 
Una raccolta parziale dei suoi testi è stata pubblicata in Italia da Ubulibri. All’attività di autrice affianca quella di traduttrice dall’inglese e dal portoghese. 
Ha lavorato come docente alla Scuola Holden di Torino, alla Civica Scuola di Teatro Paolo Grassi di Milano e all'Accademia nazionale d'arte drammatica di Roma.

## Teatrografia parziale
- 1999, Niente e nessuno, prima rappresentazione: 2000, Festival Per Antiche Vie
- 2001, Tomba di Cani, prima rappresentazione: 2001, Teatro di Pistoia; pubblicazione: 2005; Premio Tondelli 2001, Premio Ubu 2003.
- 2003, Binario Morto – Dead End, prima rappresentazione in Inghilterra: 2004, Festival Shell Connections – National Theatre, Londra, in Italia: 2005, Biennale di Venezia, pubblicazione: 2005.
- 2004, Babele, prima rappresentazione: 2004, Festival Petrolio; pubblicazione: 2005.
- 2004, Primo Amore, prima rappresentazione: 2005, Roma; pubblicazione: 2005.
- 2005, Edeyen, prima rappresentazione: 2005, Festival di Taormina; pubblicazione: 2005.
- 2005, Os animais domésticos, prima rappresentazione: 2005, Teatro Nacional Dona Maria II, Lisbona; pubblicazione in Portogallo: 2005. Testo commissionato dalla compagnia Artistas Unidos.
- 2007, Dare al buio, prima rappresentazione: 2007, Teatro i, Milano.
- 2009, Blitz, prima rappresentazione: 2010, Teatro Ringhiera, Milano.
- 2013, Cooking, prima rappresentazione: 2013, Officina Giovani, Prato.